# Chigozie Udoji
Chigozie Udoji (Lagos, Nigeria, 16 de julio de 1986) es un futbolista nigeriano nacionalizado búlgaro. Juega de mediocampista y su equipo actual es el Lillestrøm SK de la Primera División de Noruega.

## Clubes
| Club                | País        | Año           | PJ | Goles |
| ------------------- | ----------- | ------------- | -- | ----- |
| Julius Berger FC    | Nigeria     | 2003 - 2004   |    |       |
| Vihren              | Bulgaria    | 2004 - 2006   |    |       |
| CSKA Sofía          | Bulgaria    | 2006 - 2009   | 4  | 3     |
| Asteras Tripolis    | Grecia      | 2009 - 2011   | 49 | 5     |
| Astra               | Rumania     | 2011 - 2012   | 8  | 0     |
| FC Braşov           | Rumania     | 2012          | 6  | 0     |
| Platanias F. C.     | Grecia      | 2013          | 17 | 4     |
| Atromitos FC        | Grecia      | 2013          | 16 | 2     |
| Aris Salónica       | Grecia      | 2014          | 13 | 5     |
| Dinamo Minsk F.C.   | Bielorrusia | 2014-2015     | 45 | 18    |
| Qingdao Jonoon F.C. | China       | 2016          |    |       |
| Lillestrøm SK       | Noruega     | 2017-presente | 14 | 3     |